# Leptocaris doughertyi
Leptocaris doughertyi är en kräftdjursart som beskrevs av Lang 1965. Leptocaris doughertyi ingår i släktet Leptocaris och familjen Darcythompsoniidae. Inga underarter finns listade i Catalogue of Life.